# Alexander Charles Ewald
Alexander Charles Ewald (* 1842 in Jerusalem, Osmanisches Reich; † 20. Juni 1891 in London, Großbritannien) war ein englischer Verwaltungsbeamter und Historiker.

## Leben und Wirken
Ewald war der Sohn von Christian Ferdinand Ewald (1802–1874) und entstammte deutschen Einwanderern. Sein Vater konvertierte zusammen mit seiner Familie vom jüdischen zum christlichen Glauben und arbeitete anschließend für die London Society for Propagating the Gospel among the Jews.
Auf einer der Missionsreisen seiner Eltern wurde Ewald in Jerusalem geboren. Seine Schulbildung erfuhr er meistenteils durch den Vater und kam erst um 1860 wieder zurück nach Großbritannien. Er ließ sich in London nieder und erhielt 1861 eine Anstellung beim Public Record Office. Dort arbeitete er zeit seines Lebens und wurde 1890 als einer der leitenden Beamten in den Ruhestand verabschiedet.
Mit rund fünfzig Jahren starb Alexander Charles Ewald in seiner Wohnung in Upper Norwood (London Borough of Croydon) und fand dort auch seine letzte Ruhestätte.

## Schriften (Auswahl)
Biographien
- Life and times of Algernon Sydney. London 1873 (2 Bde.)
- Life and times of Prince Charles Stuart, Count of Albany. London 1875/83 (2 Bde.)
- Sir Robert Walpole. A political biography. London 1877.
- The Rt. Hon. Benjamin Disraeli and hist times. London 1883 (2 Bde.)
- The life of Sir Joseph Napier. London 1887.

Sachbücher
- A reference book of English History. London 1866/67 (2 Bde.)
- Our Constitution. An epitome of our chief laws and system of government. London 1867.
- Our public records. A brief handbook to „the national archives“. London 1873.
- Leaders of the senate. A biographical history of the rise and development of the Britisch Constitution. London 1884/85 (2 Bde.)
- The last century of universal history. 1767–1867. London 1868.